# Гокстадский корабль
Гокстадский корабль (норв. Gokstadskipet) — корабль викингов IX века (драккар), использованный в качестве погребального корабля и обнаруженный в 1880 году в кургане на берегу норвежского Саннефьорда (губерния Вестфолл). Это захоронение связывают с именем Олава Гейрстад-Альва.
Судно из Гокстада, выставленное в Музее драккаров, имеет длину примерно 23 м и ширину 5,1 м. Парусное вооружение состоит из одного большого рейкового паруса, сшитого из вертикальных полотнищ. Длина гребного весла составляет 5,5 м.
Красивое и стройное судно с круто приподнятой к обеим оконечностям линией борта было построено целиком из дуба и богато орнаментировано. Исключительную мореходность этого типа судов практически доказали 12 молодых норвежцев в 1893 году. Построив точную копию гокстадского корабля, они успешно пересекли Северную Атлантику и прибыли в Чикаго на Колумбовскую выставку, показав среднюю скорость хода 9—10 узлов, что было весьма неплохо и для более поздних больших парусных судов.
Реплика гокстадского корабля, построенная в 1949 году в Швеции, не проплавала и года. Летом 1950 году судно «Ормен Фриске» погибло во время шторма вместе со всем экипажем.
Гокстадский корабль послужил прототипом для драккаров, изготовленных в 1984 году для съёмок историко-приключенческого фильма «И на камнях растут деревья» и установленных по окончании киносъёмок в 1985 году в качестве памятника на набережной Большого Ковша в Выборге.